# Cucal cap-ros
El cucal cap-ros (Centropus milo) és una espècie d'ocell de la família dels cucúlids (Cuculidae) que habita la selva humida en algunes de les Illes Salomó.